# Жуковский, Олег Владимирович
Оле́г Влади́мирович Жуко́вский (род. 15 февраля 1970) — белорусский легкоатлет, специалист по прыжкам в высоту. Выступал за сборную Беларуси по лёгкой атлетике в 1990-х годах, победитель и призёр первенств национального значения, участник ряда крупных международных стартов, рекордсмен Белоруссии в помещении.

## Биография
Олег Жуковский родился 15 февраля 1970 года. Выступал за Минск.
Впервые заявил о себе в лёгкой атлетике в сезоне 1992 года, когда в прыжках в высоту с результатом 2,20 одержал победу на зимнем чемпионате СНГ в Москве.
В 1993 году стал чемпионом Белоруссии в прыжках в высоту, на соревнованиях в Гомеле установил свой личный рекорд — 2,31 метра. Попав в состав белорусской национальной сборной, удостоился права защищать честь страны на чемпионате мира в Штутгарте, где в финале показал результат 2,28 и закрыл десятку сильнейших.
В 1994 году занял 12-е место на чемпионате Европы в помещении в Париже (2,15), пятое место на Играх доброй воли в Санкт-Петербурге (2,20), 14-е место на чемпионате Европы в Хельсинки (2,15).
В феврале 1995 года на соревнованиях в словацкой Банска-Бистрице установил свой личный рекорд и национальный рекорд Белоруссии в прыжках в высоту в помещении — 2,33 метра. Помимо этого, стартовал на чемпионате мира в помещении в Барселоне (2,15) и на чемпионате мира в Гётеборге (2,20) — в обоих случаях в финал не вышел.
Завершил спортивную карьеру по окончании сезона 1998 года.
Его национальный рекорд впоследствии продержался вплоть до 2021 года — был превзойдён Максимом Недосековым, показавшим результат 2,34 метра.